# Marcel Azzola

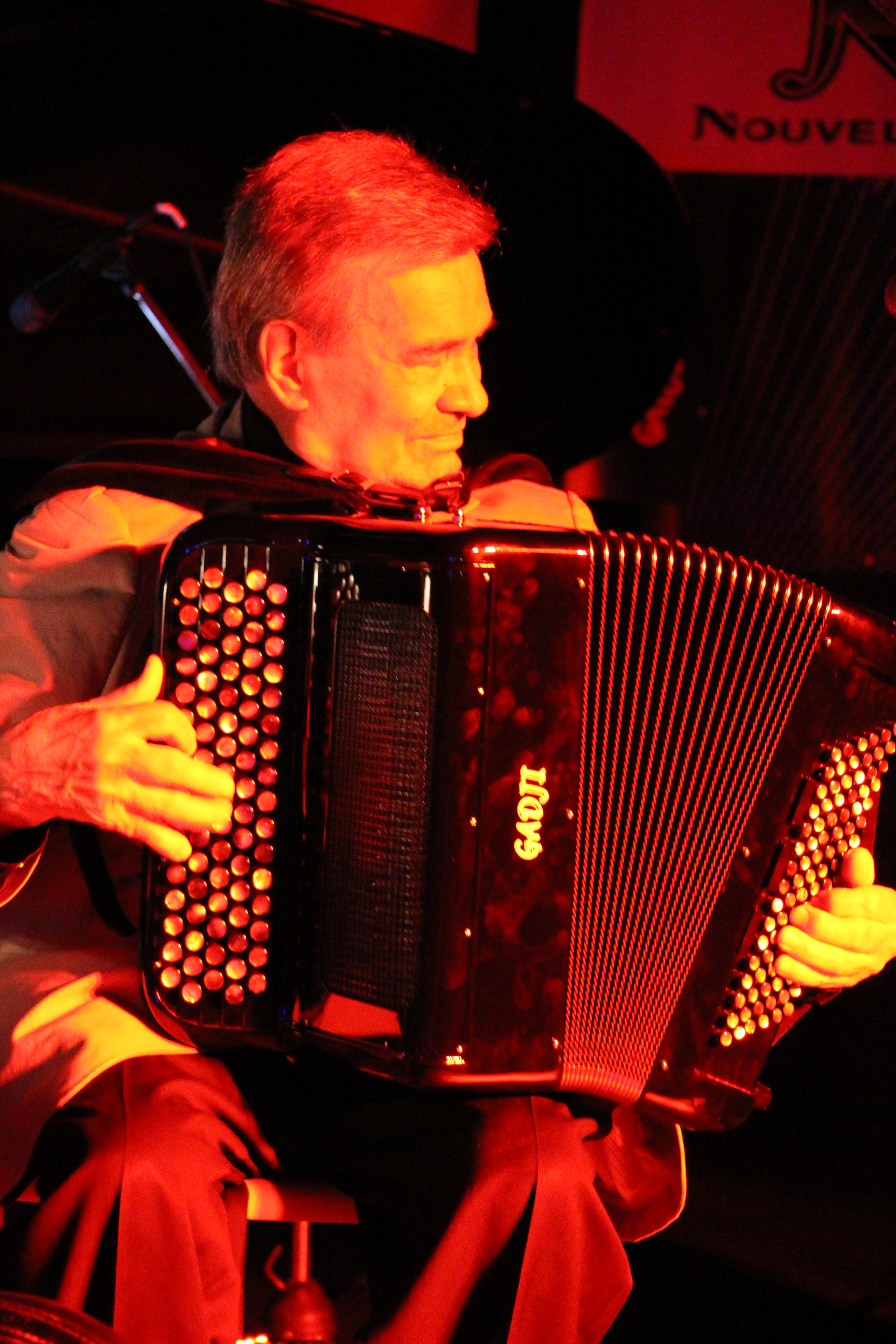
Marcel Azzola (2005)

Marcel Azzola (Parijs-Ménilmontant, 10 juli 1927 - Poissy, 21 januari 2019) was een Franse accordeonist.

## Biografie
Azzola begon op de viool, later studeerde hij accordeon bij Paul Saive en Attilio Bonhommi, en in de jaren 40 bij Médard Ferrero. Als twaalfjarige trad hij al op in cafes in Parijs. In de jaren 50 begeleidde hij Yves Montand, Barbara, Georges Brassens, Édith Piaf en Juliette Gréco, tevens werkte hij meerdere jaren samen met Jacques Brel. Sinds 1953 nam hij talrijke dansnummers op: paso dobles, tango's, bolero's en musettes. Daarnaast ook chansons en bewerkingen van klassieke werken.
Op latere leeftijd begon Azzola een tweede loopbaan, nu als jazzmuzikant. Hij speelde met o.m. Stéphane Grappelli, Christian Escoudé, Dany Doriz en Toots Thielemans. Hij vormde een trio met Patrice Caratini en Marc Fosset, werkte samen met Richard Galliano en maakte opnames met Stephane Belmondo en Lina Bossatti. Verder werkte hij met Florin Niculescu, Jacques Vidal en met de accordeonisten Marc Perrone en Marcel Loeffler.
Begin 2019 overleed hij op 91-jarige leeftijd.

## Discografie (selectie)
- Les Grand Standards Vol.1 und 2
- Musiqua a la mode
- Vignola Réunion Trio (met Galliano en Antonello Salis), 1991
- L’Accordéoniste: Hommage à Edith Piaf, 1995
- Comme au Bal, 2000
- Jazzola met Georges Arvanitas, Dany Doriz, Marc Fosset, Patricia Lebeugle, Richard Portier, 2002
- Le Meilleurs, 2002
- 3 Temps Pour Bien Faire met Patrice Caratini, Marc Fosset, 2005
- Marcel Azzola, 2006
- Adios Muchachos, 2006

- Bibliothèque nationale de France: cb13891013d (data)
- Gemeinsame Normdatei: 13431851X
- International Standard Name Identifier: 0000 0000 5513 6934
- Library of Congress Control Number: no98031984
- Nationale Bibliotheek van Letland: 000037797
- MusicBrainz: 93632e42-8fa8-41a0-9fca-14c63cc6ccbb
- Nationale Bibliotheek van Polen: a0000003350109
- Nederlandse Thesaurus van Auteursnamen: 096105178
- SNAC: w6bv7pbz
- Système universitaire de documentation: 086949489
- Virtual International Authority File: 24786332
- WorldCat: E39PBJrRkfCVD6wTPXYBmfHQv3